# Anchang He
Anchang He (kinesiska: 安昌河) är ett vattendrag i Kina. Det ligger i den centrala delen av landet, 1 400 km sydväst om huvudstaden Peking.